# اچ‌ام‌اس داونهام (ام۲۶۲۲)
اچ‌ام‌اس داونهام (ام۲۶۲۲) (به انگلیسی: HMS Downham (M2622)) یک کشتی بود که طول آن ۱۰۰ فوت (۳۰ متر) بود. این کشتی در سال ۱۹۵۵ ساخته شد.